# Dr.-Ruder-Siedlung

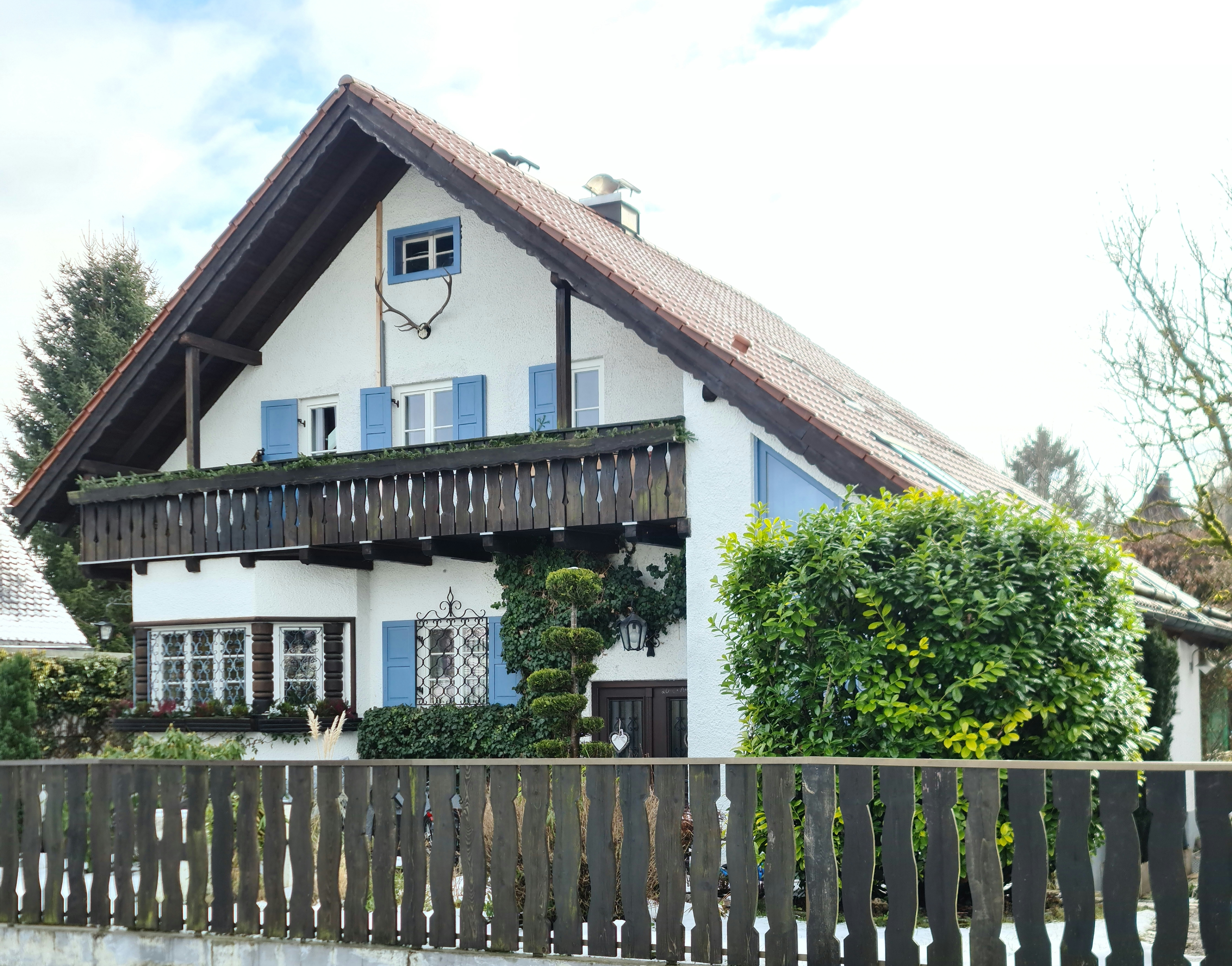
Waldesruhe 21 (alpenländischer Landhausstil, 1930er)

Das Münchner Stadtviertel Dr.-Ruder-Siedlung im Südosten des Stadtbezirks Hadern ist in den 1930er Jahren entstanden. Benannt ist sie nach dem Chemiker Karl Ruder (1877–1941), der dort vor der Errichtung großen Grundbesitz hatte. An ihn erinnert auch der Straßenname des Dr.-Ruder-Wegs.

## Geschichte
Als um 1930 die Siedlung geplant wurde, stellte der Großhaderner Karl Ruder bereitwillig seinen umfangreichen Grundstücksbesitz – den Bereich zwischen Heckenrosenstraße/Steinpilzweg, Waldgartenstraße und Waldfriedhof (mit Ausnahme des Bereichs rund um den Lorettoplatz) – zur Verfügung.  Die restliche Siedlungsfläche nördlich davon bis zur Pfingstrosenstraße kam von der Heilmann’schen Immobilien-Gesellschaft und Josef Filser.

Lorettoplatz (Westseite, links außerhalb des Bildes befindet sich die Bushaltestelle mit öffentlichen Toiletten)

In den 1950ern waren alle Grundstücke bebaut. Spätestens in den 1960er Jahren  wurde die Straßenbahn von der ursprünglichen Endhaltestelle Waldfriedhof zum Lorettoplatz (am Südosteck der Siedlung) verlängert, da dort der Haupteingang des neuen Teils des Waldfriedhofs ist. Auf dieser Straßenbahnstrecke verkehrt nun  die Buslinie 54 mit zwei Haltestellen im Bereich der Siedlung.

## Beschreibung
Das im Westen von der Waldgartenstraße, im Norden von der Pfingstrosenstraße, sowie im Süden und Osten vom Waldfriedhof begrenzte Stadtviertel ist geprägt von Ein- bis Vierfamilienhäusern, sowie von mehreren Villen. Der im Südosten der Siedlung liegende Lorettoplatz hat eine von der früheren Straßenbahnwendeschleife bedingte Form. Die Dr.-Ruder-Siedlung ist in die statistischen Bezirksviertel Pflanzenviertel und Am Waldrand unterteilt. Im Süden des Viertels ist eine 210 Meter lange Straße nach dem Hauptgrundstücksgeber benannt. Ein Großteil der Straßen trägt Blumenbezeichnungen.

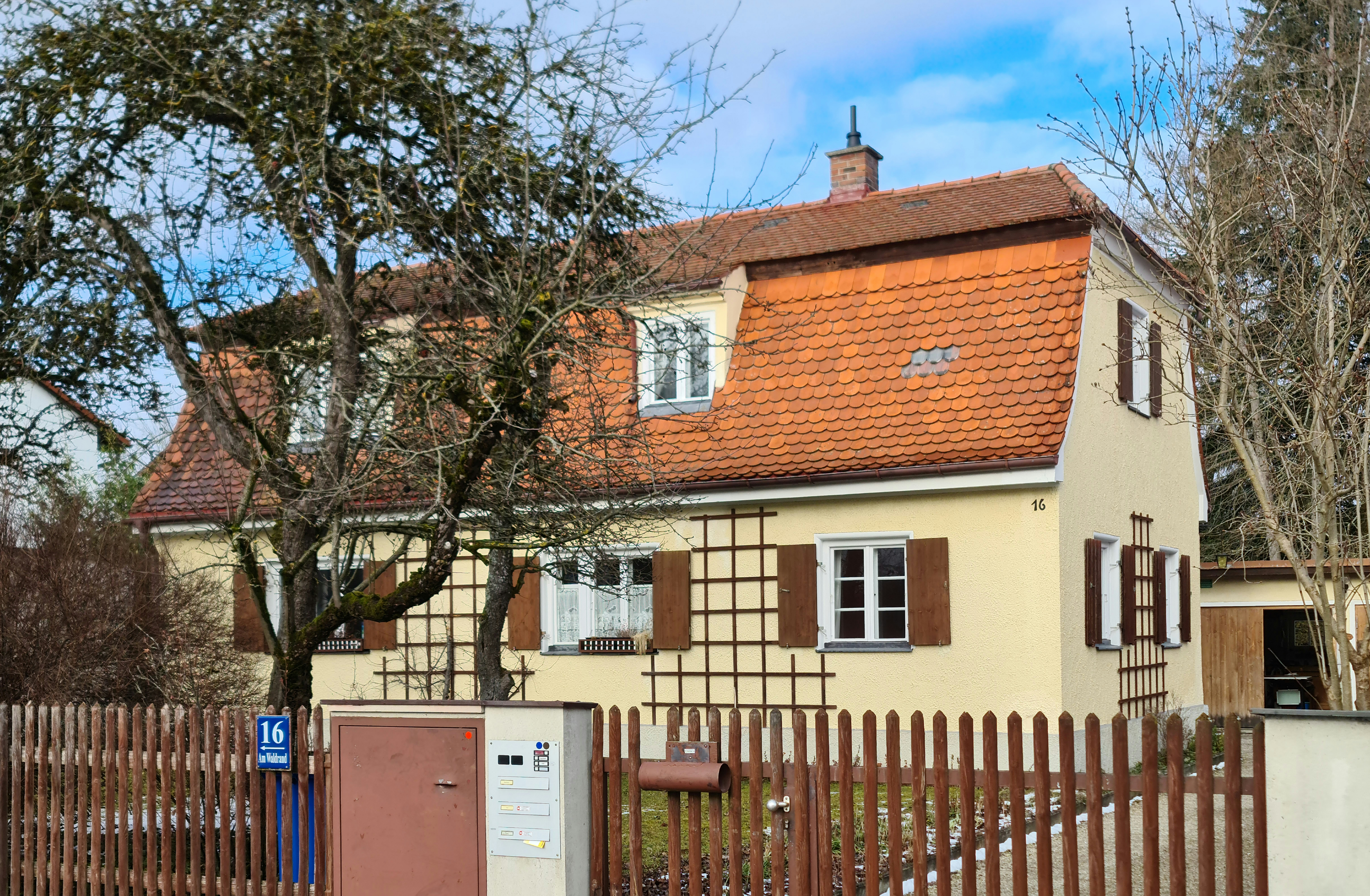
Am Waldrand 16
Pfingstrosenstraße 23a-23b
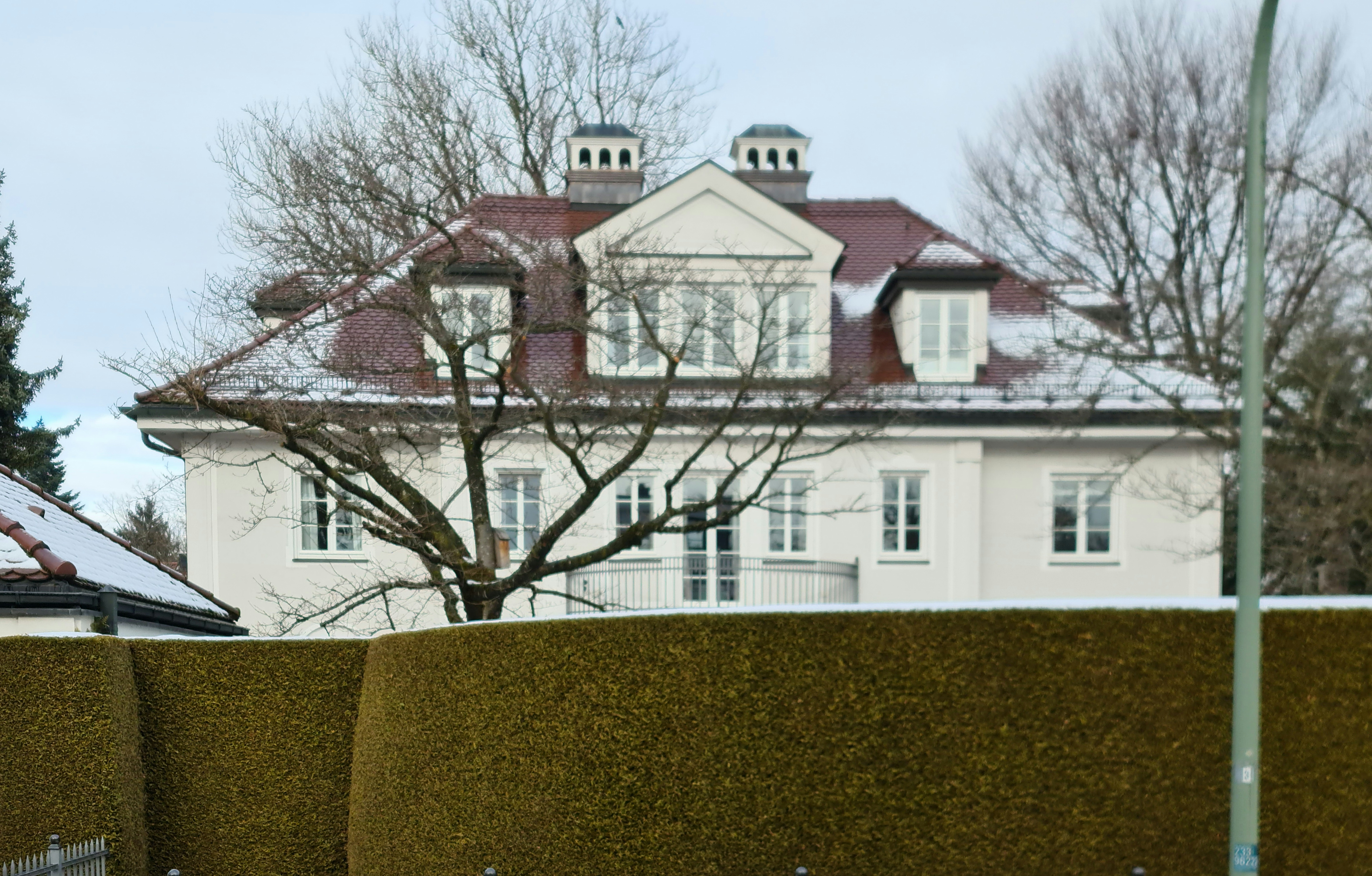
Sonnblickstraße 5 (schlossartige Villa)
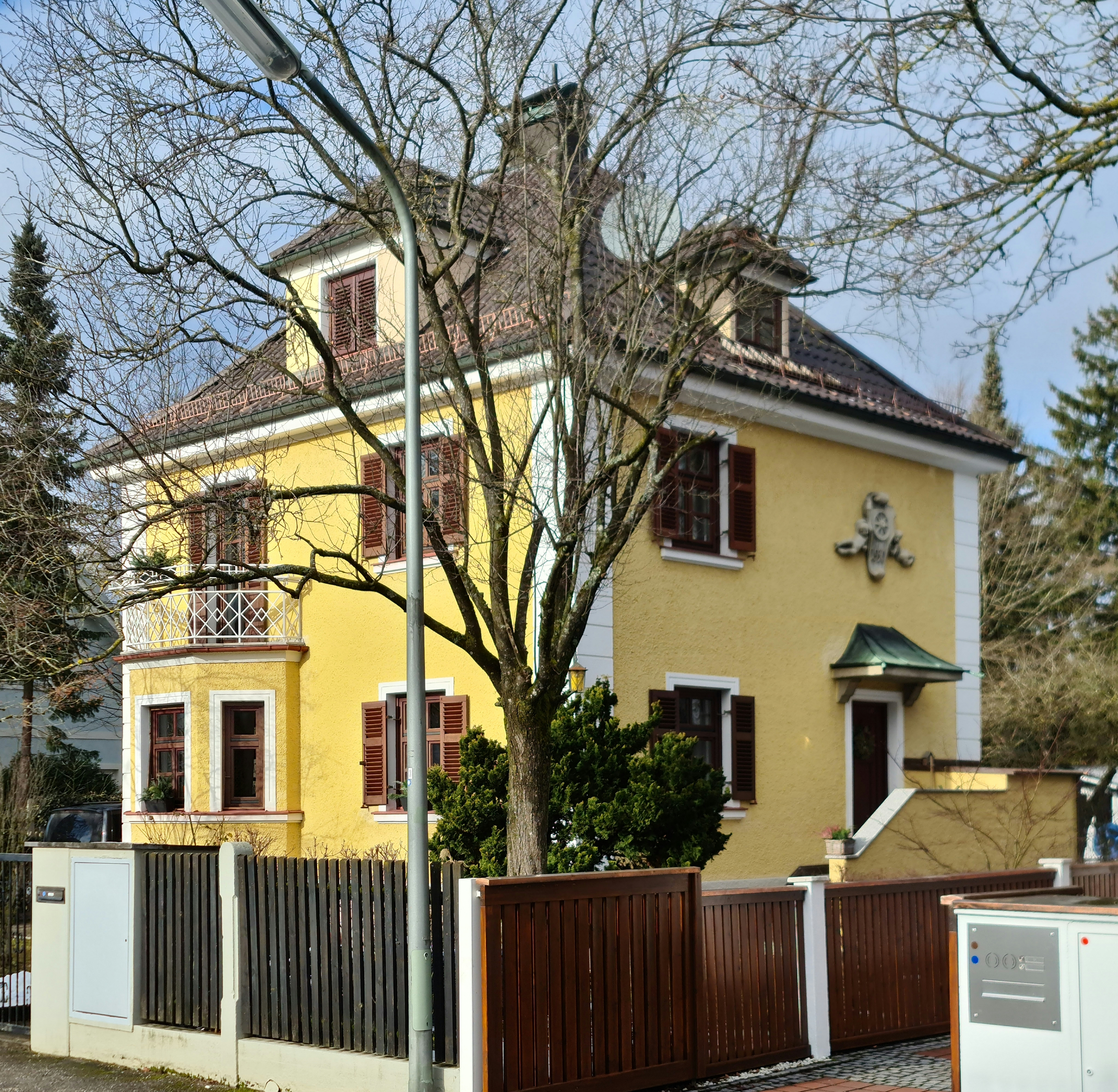
Goldregenstraße 3